# FinFET

Пристрій з подвійним затвором FinFET

Польовий транзистор з вертикальним затвором (англ. FinFET) — мультизатворний польовий МДН транзистор (MOSFET), побудований на підкладці, де затвор розміщений на двох, трьох чи чотирьох сторонах каналу (обгорнутий навколо каналу), утворюючи подвійну структуру затвора. Ці прилади отримали назву FinFET (англ. fin — плавник, FET(англ. field-effect transistor) — польовий транзистор), оскільки область стоку-витоку утворює «плавники» на поверхні кремнію. Пристрої FinFET мають значно швидший час перемикання та більш високу густину струму, ніж плоска технологія КМОН (CMOS) (комплементарний метал-оксид-напівпровідник).
FinFET — це тип непланарного транзистора, або «3D» транзистора. Це основа для виготовлення сучасних наноелектронних напівпровідникових пристроїв. Мікрочипи, що використовують затвор FinFET, вперше були комерціалізовані в першій половині 2010-х років і стали домінуючою конструкцією затвора на 14-нм, 10-нм та 7-нм технологічних процесах.

## Історія
20 років після того, як MOSFET був вперше продемонстрований Мохамедом Аталлою та Доуном Кангом з Bell Labs в 1960 році концепція MOSFET з подвійним затвором була запропонована Тошихіро Секігавою в патенті 1980 року, що описує планарний XMOS транзистор. Секігава виготовив транзистор XMOS з Ютакою Хаяші в 1984 році. Вони продемонстрували, що ефект «короткого каналу» може бути значно зменшений за допомогою сендвіч структури повністю збідненого кремнію на ізоляторі (FDSOI) між двома електродами затвора, з'єднаними між собою.
Перший тип FinFET транзистора був названий «транзистор із збідненим спертим каналом» або «Дельта» транзистор та був вперше виготовлений в Японії у 1989 році Затвор транзистора може охоплювати та електрично контактувати з напівпровідниковим каналом «плавника» з верхньої та бокової сторони або лише з боків. Перший називається транзистором з потрійним затвором, а другий транзистором з подвійним затвором. Транзистор з подвійним затвором необов'язково має з'єднані обидві сторони, а може мати дві розділені клемами або контакти. Цей варіант називається розділеним транзистором. Таке компонування дозволяє більш досконало керувати роботою транзистора.
Індонезійський інженер Ефенді Леобандунг, працюючи в університеті Міннесоти, опублікував документ зі Стівеном Ю. Чуу на 54-й науково-дослідницькій конференції у 1996 році, в якому виклав переваги утворення CMOS-транзистора шляхом побудови мультизатвора на завуженому розділеному каналі для поліпшення масштабування та збільшення струму пристрою за рахунок збільшення його ефективної ширини. Така структура виглядає як сучасний FinFET. Хоча деякими розмірами доводиться жертвувати, розрізаючи канал на частини, провідність бічних «плавників» більша, ніж провідність завуженого каналу. Канал пристрою мав розміри — 35 нм ширина і 70 нм довжина каналу.
Дослідження Діг Хісамото транзисторів DELTA привернули увагу Агенції прогресивних дослідницьких проектів оборони (DARPA), яка в 1997 році уклала контракт з дослідницькою командою Університету Каліфорнії Берклі на розробку субмікронного транзистора на основі технології DELTA. Команда здійснила такі прориви у період 1998—2004 р.р.
- 1998  –  N-канальний FinFET[12]
- 1999  –  P-канальний FinFET[13]
- 2001  –  15 нм FinFET[14]
- 2002  –  10 нм FinFET[15]
- 2004  –  затвор High-k — метал FinFET

Вони ввели термін «FinFET» (польовий транзистор з вертикальним затвором) в документі від грудня 2000 року , що містив опис непланарного транзистора з двома затворами, побудованого на підкладці SOI.
У 2006 році команда корейських дослідників з Корейського інституту науково-технічного розвитку (KAIST) та Національного центру нанотехнологій розробила 3 нм транзистор, найменший наноелектронний пристрій у світі, заснований на технології FinFET « затвор увесь навколо» (GAA). У 2011 році дослідники з Rice University продемонстрували, що FinFET-ти можуть мати два електрично незалежні затвори, що дає дизайнерам схем більшу гнучкість у ефективному проектуванні схем з малопотужними затворами.

## Комерціалізація
Перший 25-нанометровий транзистор, що працює всього від 0,7 В, продемонстровано у грудні 2002 року TSMC. Конструкція «Omega FinFET», названа за схожістю між грецькою літерою «Омега» та формою, яку утворює затвор навколо структури стік — витік та має затримку затвора всього 0,39 пікосекунди (пс) для транзистора N-типу і 0,88 пс для транзистора P-типу.
У 2004 році компанія Samsung продемонструвала дизайн «Bulk FinFET», яка дала змогу масово виробляти пристрої FinFET. Вони продемонстрували динамічну пам'ять з довільним доступом (DRAM) 90 нм на об'ємному FinFET процесі.
У 2011 році Intel продемонструвала транзистори з потрійним затвором, де затвор огортає канал з трьох сторін, що дозволяє підвищити енергоефективність і зменшити затримку затвора, таким чином, збільшити продуктивність, випереджаючи планарні аналоги.
Комерційно виготовлені мікросхеми техпроцесу 22 нм і менше використовували конструкції затворів FinFET. Варіант «Tri-Gate» від Intel на 22 нм техпроцесі був оголошений в 2011 році для мікроархітектури Ivy Bridge. Ці пристрої постачаються з 2012 року.
Починаючи з 2014 року, на 14 нм (або 16 нм) техпроцесі основні підприємства (TSMC, Samsung, GlobalFoundries) використовували технологію FinFET.
У 2013 році SK Hynix розпочав комерційне масове виробництво на 16-ти нм техпроцесі, TSMC почав виробництво на 16-ти нм процесі FinFET, Samsung Electronics почали випуск на 10 нм процесі.
TSMC розпочав виробництво 7 нм процесу в 2017 році , а Samsung почав виробництво на 5 нм техпроцесі в 2018 році.
У 2019 році Samsung оголосила про плани комерційного виробництва на 3 нм техпроцесі GAAFET до 2021 року.
Комерційне виробництво наноелектронної напівпровідникової пам'яті FinFET розпочалося в 2010-х. У 2013 році SK Hynix розпочав серійне виробництво 16-ти нм флеш-пам'яті NAND, та Samsung Electronics розпочали виробництво багаторівневої флеш-пам'яті NAND на 10 нм.
У 2017 році TSMC розпочав виробництво пам'яті SRAM за допомогою 7 нм процесу.